# ПАЗ-4230 «Аврора»
ПАЗ-4230 «Аврора» — російський високопідлоговий автобус середнього класу, розроблений наприкінці 1990-х років на Павлівському автобусному заводі.
З 2001 року на ПАЗі було налагоджено серійне виробництво автобуса.

## Історія
Наприкінці 1990-х перед Павлівським автобусним заводом постала потреба реструктуризації виробництва з метою випуску широкого спектра автобусів різних класів. До цього ПАЗ спеціалізувався лише на випуску автобусів малого класу. Флагманською моделлю на той час був автобус ПАЗ-3205. У зв'язку з цим на ПАЗі були розроблені моделі великого ПАЗ-5271, ПАЗ-5272 і середнього класу ПАЗ-4230 «Аврора». Новий павлівський автобус привернув увагу та отримав безліч нагород на виставках. На Російському Міжнародному «Автосалоні-99» у Москві ВАТ «Павлівський автобус» було нагороджено спеціальним призом журналу «За рулем» за моделі міських автобусів ПАЗ-5271, ПАЗ-5272 і за перспективний автобус ПАЗ-4230 «Аврора».
У 2000 році ВАТ «Павловський автобус» на Всеросійському науково-промисловому форумі «Росія єдина» — 2000 було нагороджено дипломами І та ІІ ступеня «За розробку та виготовлення базових моделей перспективного модельного ряду міжміських автобусів ПАЗ-5272 та ПАЗ-4230».. Крім того, у 2001 році на виставці «КомТранс2001» ПАЗ-4230 отримав титул «Кращий вітчизняний автобус 2001 року»..
З 2000 року на ПАЗі стали налагоджувати виробництво для випуску нової моделі автобуса ПАЗ-4230 «Аврора». Тоді ж ПАЗ був приєднаний до компанії «РусПромАвто», що управляє. 2001 року Павлівський автозавод розпочав серійний випуск і випустив 85 автобусів цієї моделі, 2002 року — 194.

## КАвЗ
2001 року Курганський автобусний завод увійшов до компанії «Російські Автобуси — Група ГАЗ». Щоб запобігти внутрішньокорпоративній конкуренції було вирішено, що КАВЗ спеціалізуватиметься на випуску автобусів середнього класу міського та приміського призначення. В результаті виробництво автобуса ПАЗ-4230 «Аврора» було передано у 2002 році на Курганський автобусний завод.
Після проведення всіх необхідних заходів щодо підготовки виробництва та навчання персоналу, у 2003 році КАВЗ розпочав серійне виробництво автобуса ПАЗ-4230 «Аврора».
Таким чином, поряд з автобусами сімейства КАВЗ-3976 стали випускатися автобуси "Аврора" поки що колишньої марки ПАЗ. Спочатку випускалися дві модифікації автобусів ПАЗ-4230-01 та ПАЗ-4230-02, відповідно приміський та міжміський варіанти. Виробництво міської модифікації ПАЗ-4230-03 було освоєно КАВЗ наприкінці 2005 року.
У 2006 році з'явилася нова подовжена модель ПАЗ-4238 «Аврора», яка призначалася для роботи на міських, приміських і міжміських маршрутах на відстань до 500 км.
З 2007 року на заводі почали випускати автобуси "Аврора" власної марки – замість ПАЗ-4230 та ПАЗ-4238 прийшли моделі КАВЗ-4235, КАВЗ-4238.
У 2008 році фахівці «КАвЗ» доопрацювали модель КАВЗ-4235, у зв'язку із введенням екологічного регламенту та посиленням норм викидів шкідливих речовин в атмосферу.
У 2010 році було створено та сертифіковано шкільну модифікацію на базі КАвЗ-4238 «Аврора». Було також проведено рестайлінг екстер'єру базової моделі, а також модернізацію силової структури кузова, інтер'єру автобуса, системи опалення та гальмівної системи.
До 2011 року середньомісячний темп виробництва автобусів «Аврора» на Курганському автобусному заводі становив 70-80 автобусів на місяць. 24 листопада 2011 року Курганський автобусний завод випустив ювілейну 6000 «Аврору».

## Модифікації
- ПАЗ-4230-01 «Аврора» — приміський.
- ПАЗ-4230-02 «Аврора» — міжміський.
- ПАЗ-4230-03 «Аврора» — міський.
- ПАЗ-4230-01У «Аврора» — спрощений приміський.
- ПАЗ-4230-01К «Аврора» — приміський класу «люкс».

## Технічні характеристики
| Показники                      | Середні високопідлогові автобуси ПАЗ-4230 «Аврора» та КАВЗ-4235 «Аврора»                                          | Середні високопідлогові автобуси ПАЗ-4230 «Аврора» та КАВЗ-4235 «Аврора»                                          | Середні високопідлогові автобуси ПАЗ-4230 «Аврора» та КАВЗ-4235 «Аврора»                                          | Середні високопідлогові автобуси ПАЗ-4230 «Аврора» та КАВЗ-4235 «Аврора»                                          | Середні високопідлогові автобуси ПАЗ-4230 «Аврора» та КАВЗ-4235 «Аврора»                                          | Середні високопідлогові автобуси ПАЗ-4230 «Аврора» та КАВЗ-4235 «Аврора»                                          |
| Показники                      | ПАЗ-4230-01 | ПАЗ-4230-02 | ПАЗ-4230-03 | КАвЗ-4235-31 | КАвЗ-4235-32 | КАвЗ-4235-33 |
| Призначення                    | приміський | міжміський | міський | приміський | міжміський | міський |
| Габаритні розміри, мм:         | | | | | | |
| довжина                        | 8370 | 8370 | 8370 | 8380 | 8380 | 8380 |
| ширина                         | 2500 | 2500 | 2500 | 2500 | 2500 | 2500 |
| висота                         | 2995 | 2995 | 2995 | 3085 | 3085 | 3085 |
| База, мм                       | 3600 | 3600 | 3600 | 3600 | 3600 | 3600 |
| Мін. радіус розвороту, м       | | | | 8 | 8 | 8 |
| Кут в'їзду, град.              | 10 | 10 | 10 | | | |
| Кут з'їзду, град.              | 9 | 9 | 9 | | | |
| Маса, кг:.                     | | | | | | |
| споряджена                     | 7070 | 7110 | 6920 | 7070 | 6954 | 6920 |
| повна                          | 11040 | 10940 | 10975 | 11350 | 11350 | 11350 |
| Навантаження на осі, кг        | | | | | | |
| передня                        | | | | 3920 | 3920 | 3920 |
| задня                          | | | | 7430 | 7430 | 7430 |
| Висота салону, мм              | 1960 | 1960 | 1960 | 1970 | 1970 | 1970 |
| Пасажирські двері:             | | | | | | |
| число                          | 2 | 2 | 2 | 2 | 2 | 2 |
|                                | 650 | 650 | 726 | 650 | 650 | 650 |
| Кількість місць:               | | | | | | |
| посадкових                     | 31 | 29 | 27 | 31+1 | 29+1 | 25/27+1 |
| загальне                       | 54 | 54 | 56 | 52 | 54 | 56 |
| Двигун:                        | | | | | | |
| тип,                           | Дизель | Дизель | Дизель | Дизель | Дизель | Дизель |
| модель                         | MM3 Д-245.9 | MM3 Д-245.9 | MM3 Д-245.9 | ММЗ Д-245.9 Е2 або Cummins 4 ISBe 185                                                                             | ММЗ Д-245.9 Е2 або Cummins 4 ISBe 185                                                                             | ММЗ Д-245.9 Е2 або Cummins 4 ISBe 185                                                                             |
| кількість циліндрів            | 4 | 4 | 4 | 4 | 4 | 4 |
| Розташування циліндрів         | рядне | рядне | рядне | рядне | рядне | рядне |
| робочий об'єм, л               | 4,75 | 4,75 | 4,75 | 4,75 / 4,4 | 4,75 / 4,4 | 4,75 / 4,4 |
|                                | 100 (136) | 100 (136) | 100 (136) | 136/118 | 136/118 | 136/118 |
| при частоті, хв-1              | 2400 | 2400 | 2400 | 2400/2300 | 2400/2300 | 2400/2300 |
| крутний момент, Нм (кгсм)      | 460 (46,91) | 460 (46,91) | 460 (46,91) | 460/400 | 460/400 | 460/400 |
| при частоті, хв-1              | 1400 | 1400 | 1400 | 1100 ... 1800 | 1100 ... 1800 | 1100 ... 1800 |
| Турбонаддув                    | Є | Є | Є | Є | Є | Є |
| Розташування силового агрегату | Ззаду, подовжньо                                                                                                  | Ззаду, подовжньо                                                                                                  | Ззаду, подовжньо                                                                                                  | Ззаду, подовжньо                                                                                                  | Ззаду, подовжньо                                                                                                  | Ззаду, подовжньо                                                                                                  |
| Норми екологічної безпеки      | EURO-1; -2 | EURO-1; -2 | EURO-1; -2 | EURO-2; -3; -4 | EURO-2; -3; -4 | EURO-2; -3; -4 |
| Обсяг паливного бака, л        | 105 | 105 | 105 | 105 | 105 | 105 |
|                                | 25 | | | | | |
| Максимальна швидкість, км/год  | 90 | 90 | 90 | 90 | 90 | 90 |
| Тип кузова                     | Несучий, вагонного компонування                                                                                   | Несучий, вагонного компонування                                                                                   | Несучий, вагонного компонування                                                                                   | Несучий, вагонного компонування                                                                                   | Несучий, вагонного компонування                                                                                   | Несучий, вагонного компонування                                                                                   |
| Ресурс кузова, років           | 8 | 8 | 8 | 7 | 7 | 7 |
| Колісна формула                | 4×2 | 4×2 | 4×2 | 4×2 | 4×2 | 4×2 |
| Передня вісь / провідний міст  | РЗАА | РЗАА | РЗАА | КААЗ | КААЗ | КААЗ |
| Рульове управління             | З гідропідсилювачем керма                                                                                         | З гідропідсилювачем керма                                                                                         | З гідропідсилювачем керма                                                                                         | З гідропідсилювачем керма                                                                                         | З гідропідсилювачем керма                                                                                         | З гідропідсилювачем керма                                                                                         |
| Кульовий механізм              | МАЗ, 64229 «гвинт-гайка-рейка-сектор»                                                                             | МАЗ, 64229 «гвинт-гайка-рейка-сектор»                                                                             | МАЗ, 64229 «гвинт-гайка-рейка-сектор»                                                                             | МАЗ, 64229 «гвинт-гайка-рейка-сектор»                                                                             | МАЗ, 64229 «гвинт-гайка-рейка-сектор»                                                                             | МАЗ, 64229 «гвинт-гайка-рейка-сектор»                                                                             |
| Шини                           | | | | 275/70 R22,5; 8,25R20;                                                                                            | 275/70 R22,5; 8,25R20;                                                                                            | 275/70 R22,5; 8,25R20;                                                                                            |
| Вентиляція                     | | | | Природна | Природна | Природна |
| Трансмісія:                    | | | | | | |
| Тип коробки                    | механічна | механічна | механічна | | | |
| Модель коробки                 | ПАЗ-3206-70 (ВАЗ)                                                                                                 | ПАЗ-3206-70 (ВАЗ)                                                                                                 | ПАЗ-3206-70 (ВАЗ)                                                                                                 | ZF, 5 S 600 BO або ZF, S 5-42                                                                                     | ZF, 5 S 600 BO або ZF, S 5-42                                                                                     | ZF, 5 S 600 BO або ZF, S 5-42                                                                                     |
| Кількість передач              | 5 | 5 | 5 | | | |
| гальмівна система              | | | | | | |
| робоча:                        | Пневматичний двоконтурний привід з поділом на контури по осях, з АБС, гальмівні механізми всіх коліс - барабанні. | Пневматичний двоконтурний привід з поділом на контури по осях, з АБС, гальмівні механізми всіх коліс - барабанні. | Пневматичний двоконтурний привід з поділом на контури по осях, з АБС, гальмівні механізми всіх коліс - барабанні. | Пневматичний двоконтурний привід з поділом на контури по осях, з АБС, гальмівні механізми всіх коліс - барабанні. | Пневматичний двоконтурний привід з поділом на контури по осях, з АБС, гальмівні механізми всіх коліс - барабанні. | Пневматичний двоконтурний привід з поділом на контури по осях, з АБС, гальмівні механізми всіх коліс - барабанні. |
| стоянкова:                     | Тормозні механізми задніх коліс із приводом від пружинних енергоакумуляторів.                                     | Тормозні механізми задніх коліс із приводом від пружинних енергоакумуляторів.                                     | Тормозні механізми задніх коліс із приводом від пружинних енергоакумуляторів.                                     | Тормозні механізми задніх коліс із приводом від пружинних енергоакумуляторів.                                     | Тормозні механізми задніх коліс із приводом від пружинних енергоакумуляторів.                                     | Тормозні механізми задніх коліс із приводом від пружинних енергоакумуляторів.                                     |
| запасна:                       | Один із контурів робочої гальмівної системи                                                                       | Один із контурів робочої гальмівної системи                                                                       | Один із контурів робочої гальмівної системи                                                                       | Кожен контур робочої гальмівної системи.                                                                          | Кожен контур робочої гальмівної системи.                                                                          | Кожен контур робочої гальмівної системи.                                                                          |
| допоміжна:                     | | | | Моторне гальмо з пневматичним приводом.                                                                           | Моторне гальмо з пневматичним приводом.                                                                           | Моторне гальмо з пневматичним приводом.                                                                           |
| Система опалення               | | | | Комбінована, від системи охолодження двигуна та рідинного підігрівача.                                            | Комбінована, від системи охолодження двигуна та рідинного підігрівача.                                            | Комбінована, від системи охолодження двигуна та рідинного підігрівача.                                            |

### На базові автобуси встановлюється рядний Чотирьохциліндровий двигун|4-циліндровий] дизельний двигун ММЗ Д-245.9 Е з турбонаддувом.
- Робочий об'єм циліндрів: 4750 куб. см;
- клапанний механізм: OHV, 2 клапани на циліндр.
- Діаметр циліндра: 110 мм;
- хід поршня: 125 мм;
- Ступінь стиснення (розрахункова) — 17;
- Потужність: 100 кВт (136 л. с.);
- максимальний крутний момент: 456 Нм;
- номінальна частота обертання колінчастого валу: 2400 об/хв;
- частота обертання колінчастого валу при максимальному моменті, що крутить: 1600 об/хв;
- система мастила: під тиском від масляного насоса та розбризкуванням, масляний фільтр повнопоточний, нерозбірний;
- об'єм паливного бака: 105 л;
- Система охолодження: рідинна.
- екологічні норми: Євро-2; -3; -4.

### Трансмісія
- зчеплення однодискове діафрагмове, привід зчеплення гідравлічний з пневматичним підсилювачем;
- механічна коробка передач — п'ятиступінчаста, із синхронізаторами;
- Перемикання передач дистанційне, з тросовим приводом;
- Задній міст ведучий, головна передача гіпоїдна.
- Колеса та шини:
  - для моделей 4230-01, 4230-02: дискові 6,0-20 на 8 шпильках, шини 8,25/R20;
  - для моделей 4230-03: дискові 8,25-22,5 на 10 шпильках, шини — 11/70R22,5;
- Передня підвіска ресора зі стабілізатором поперечної стійкості.
- Задня підвіска ресора з додатковими пружинами.
  - Кінці ресор закріплені у гумових подушках;
- Амортизатори гідравлічні телескопічні, двосторонньої дії.
- Робоча гальмівна система — барабанного типу з кулачковим розтискним механізмом та автоматичним регулюванням положення колодок
- Рульовий механізм — гвинт, кулькова гайка-рейка, зубчастий сектор
- Підсилювач рульового приводу — гідравлічний циліндр, що впливає на рульову сошку. Помпа гідропідсилювача — шестеренний, з приводом від шестерні розподільчого валу.

## Моделювання
Українська фірма Vector-Models випустила кілька металевих моделей цих автобусів у масштабі 1:43.
- ПАЗ 4230-01 «Аврора» — приміська
- ПАЗ-4230-02 «Аврора» — міжміський
- ПАЗ-4230-03 «Аврора» — міський

У 2021 році фірма Modimio в рамках журналу "Наші Автобуси" випустила модель автобуса ПАЗ-4230-03 в масштабі 1:43.

## В ігровій та сувенірній індустрії
ПАЗ 4230 «Аврора» розробляється для модифікації GTA: San Andreas MTA Province.

## Галерея

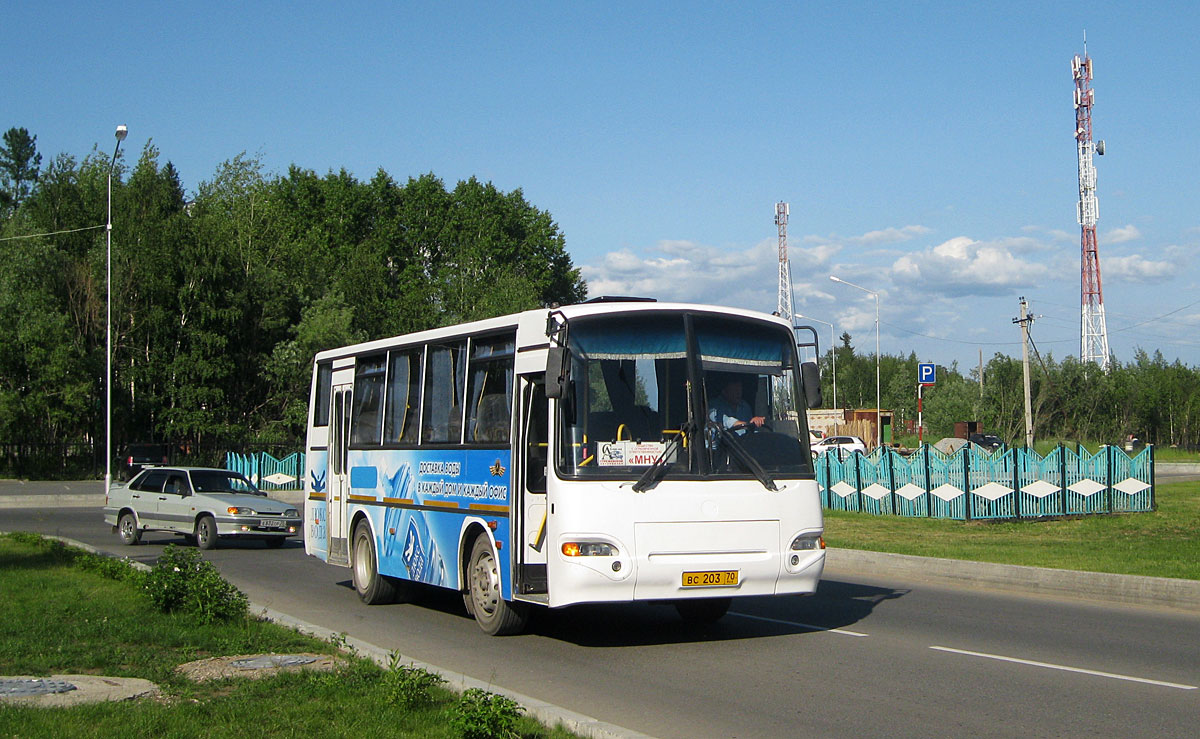
ПАЗ-4230, що раніше працював у Кургані, зараз в Стрежевом
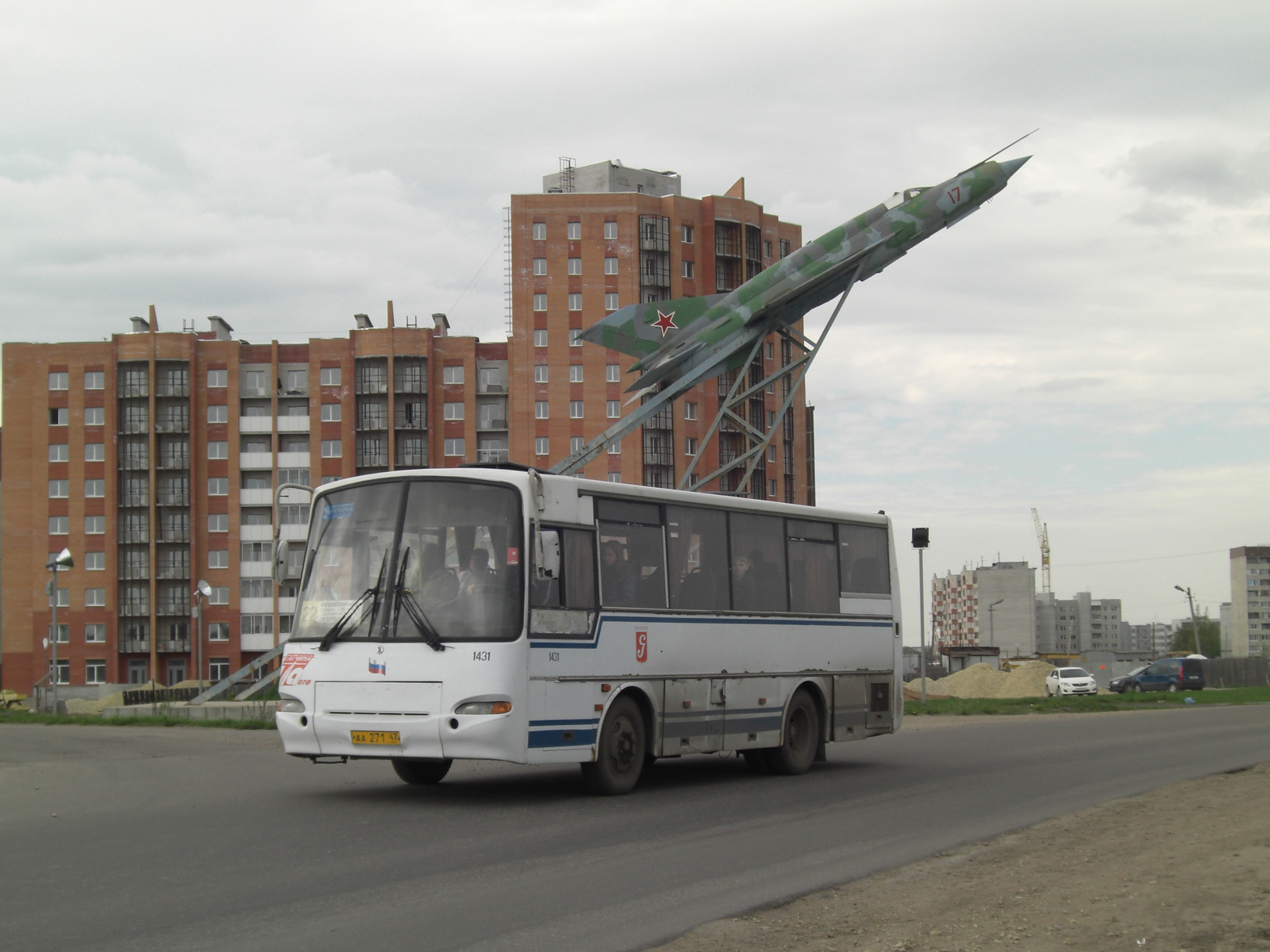
ПАЗ-4230 «Аврора» в Гатчині
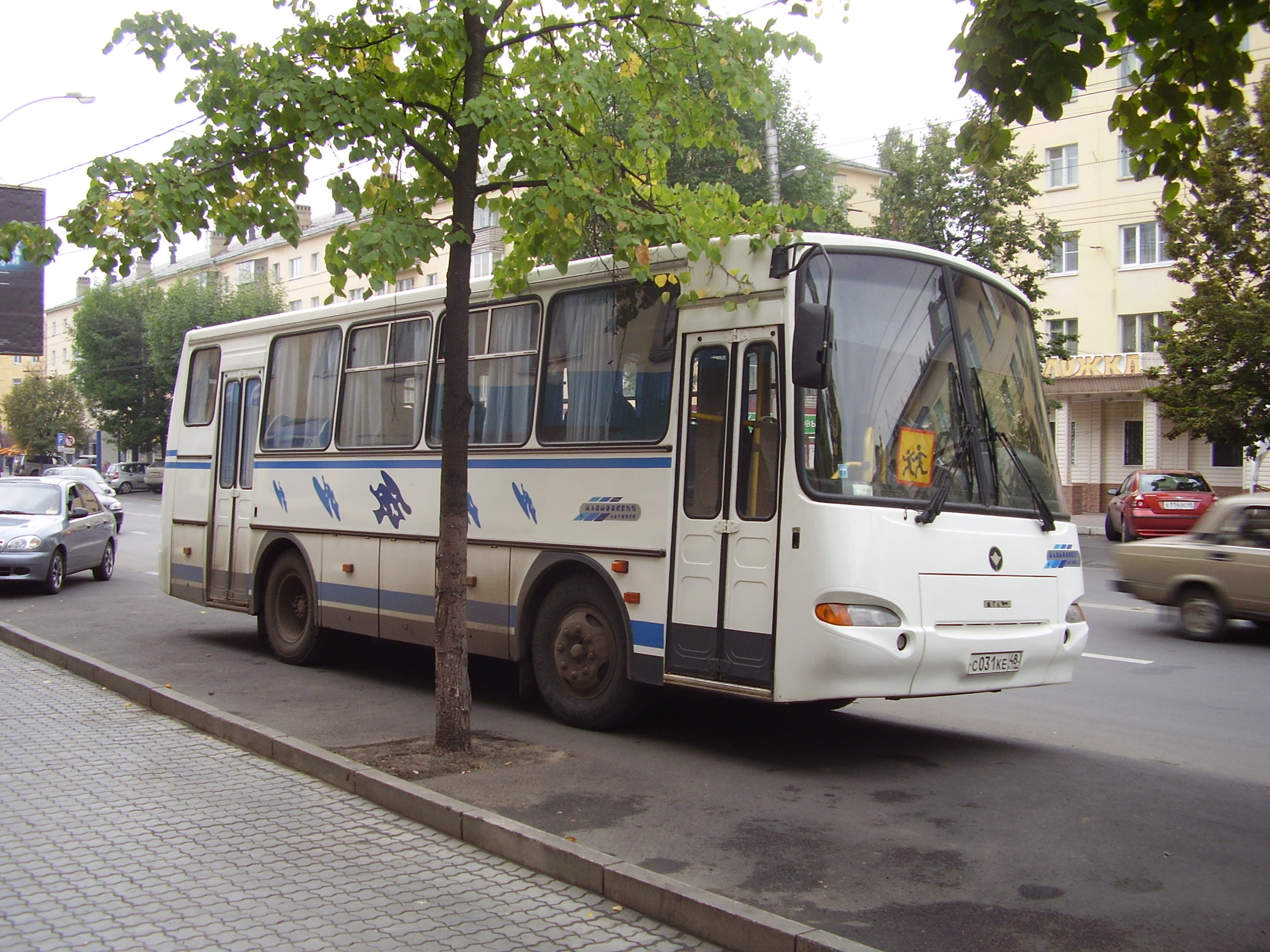
ПАЗ-4230 «Аврора» в Ліпецьку
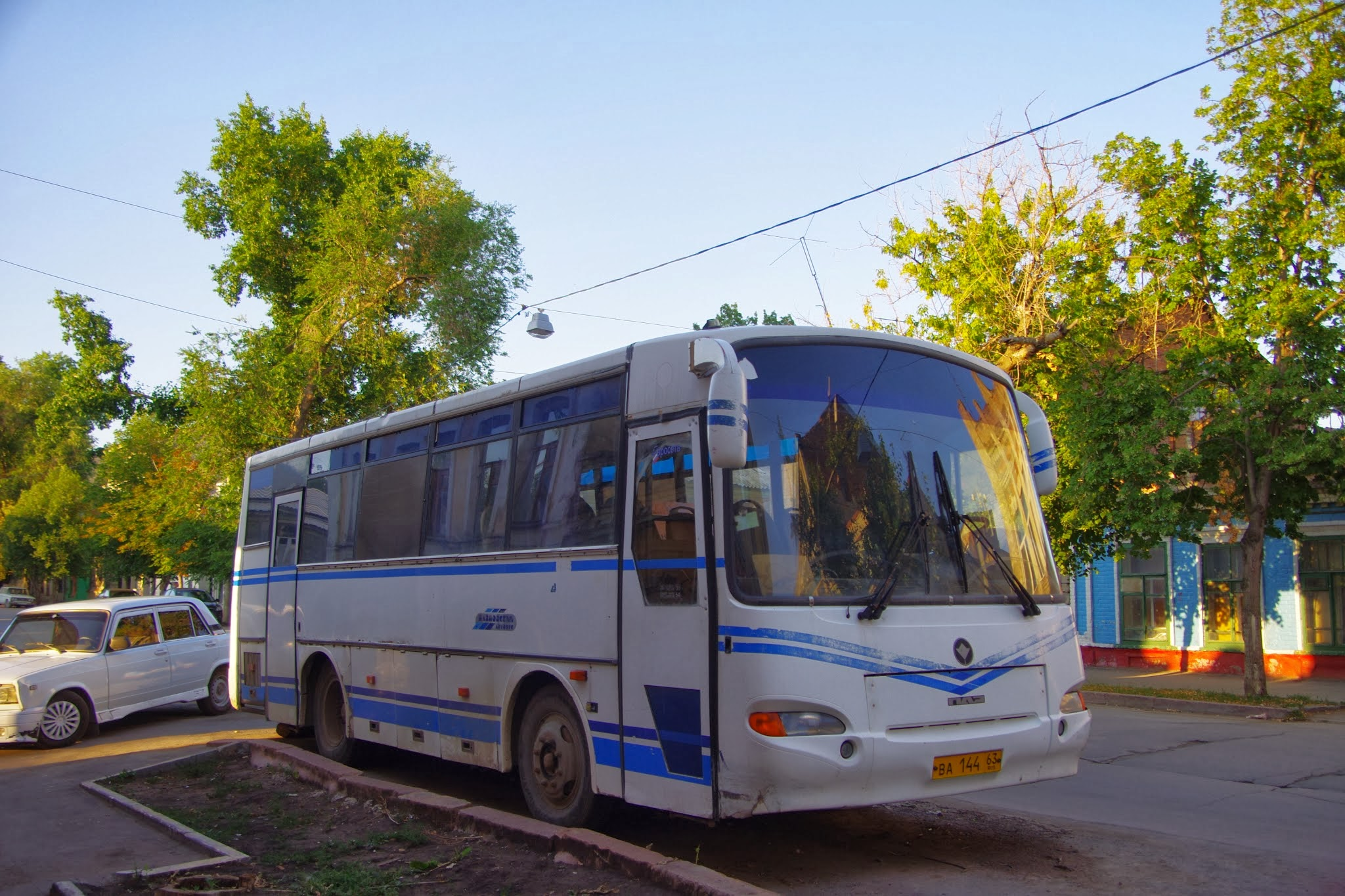
ПАЗ-4230 «Аврора» в Самарі
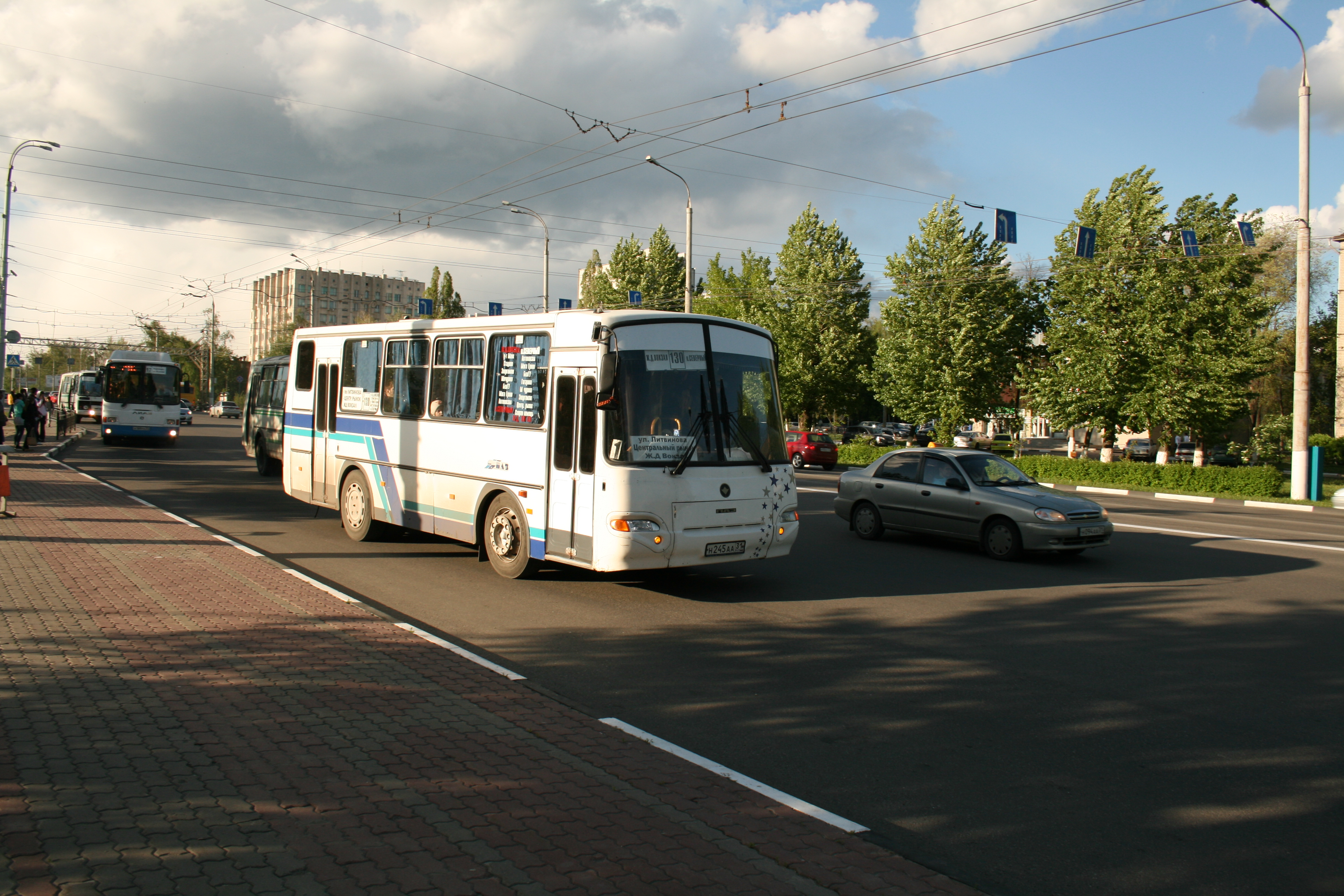
ПАЗ-4230 «Аврора» в Бєлгороді
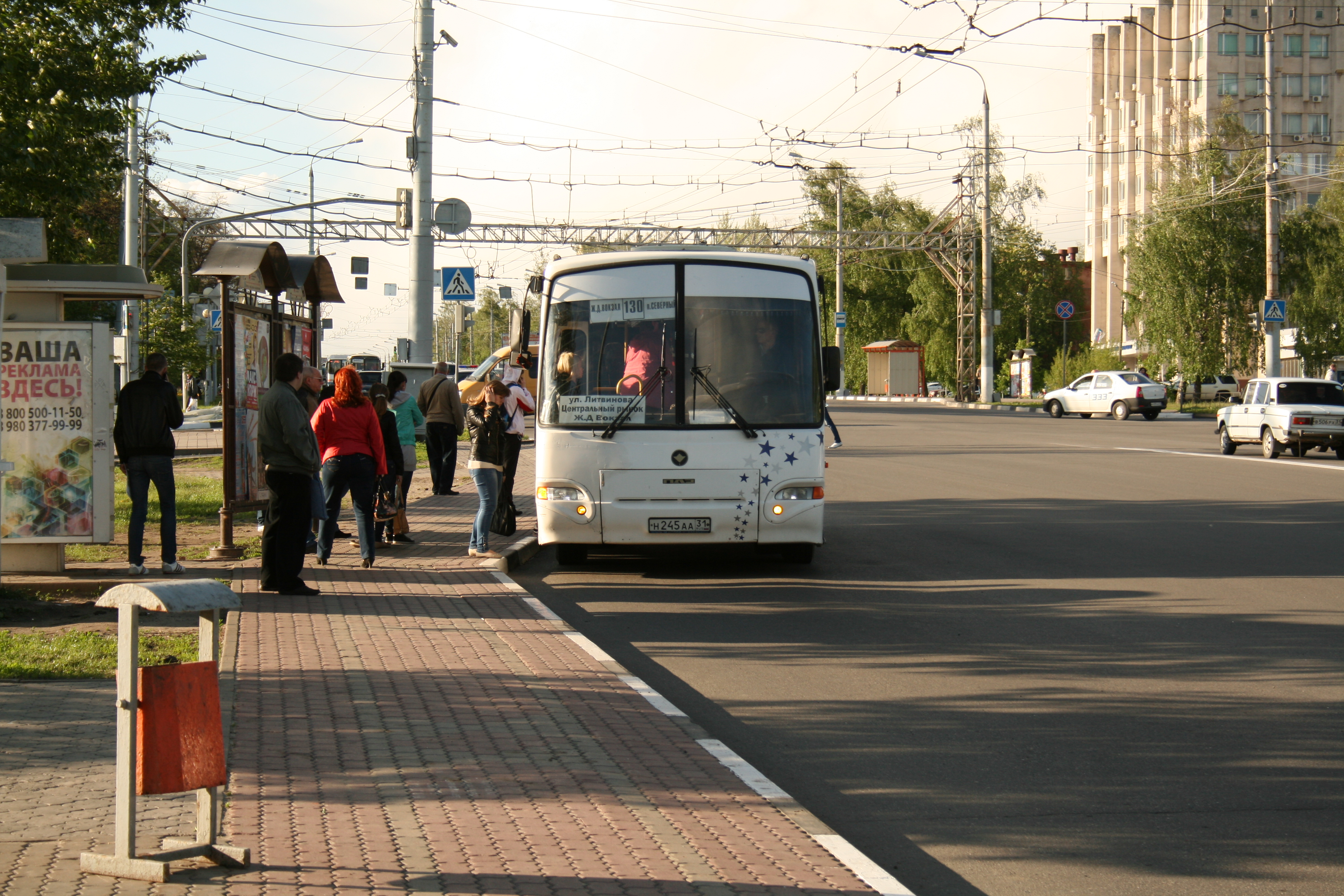
ПАЗ-4230 «Аврора» в Бєлгороді
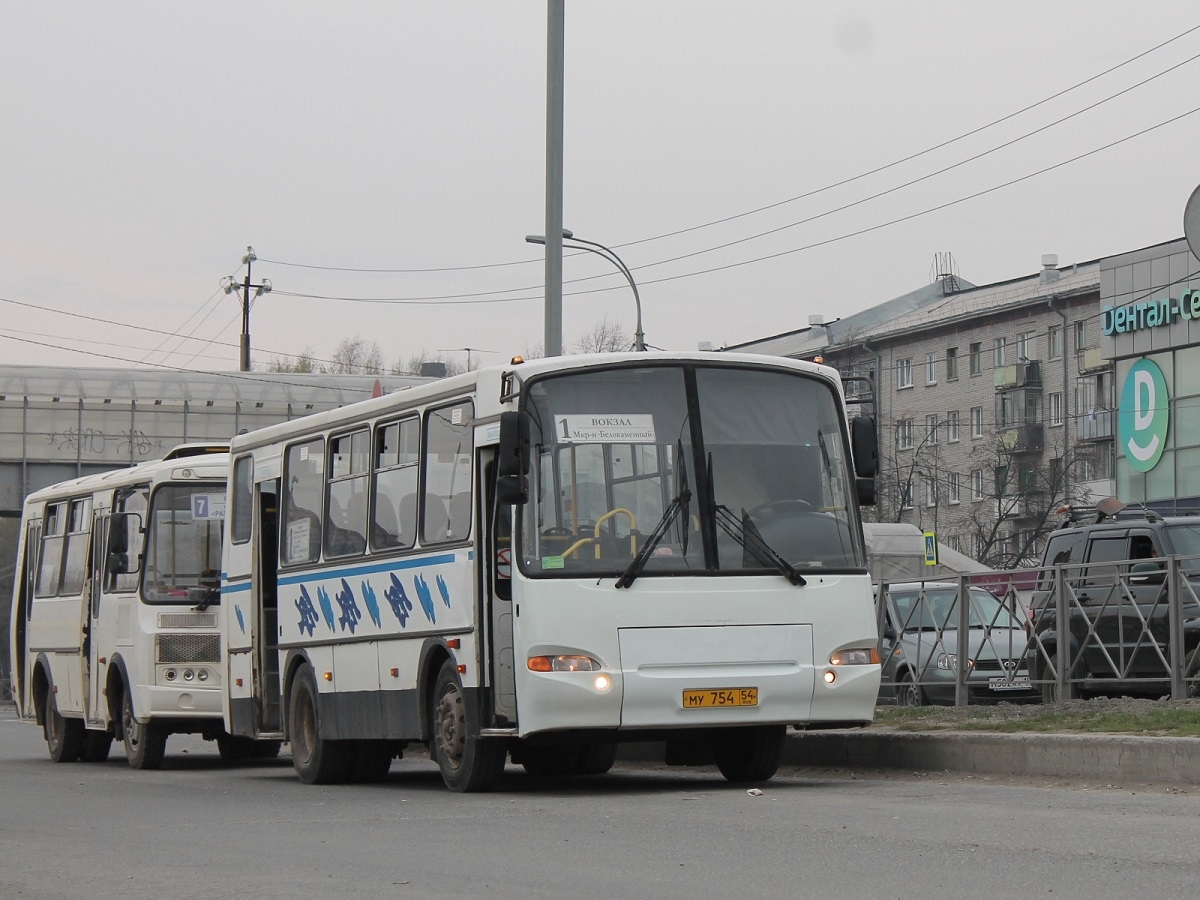
ПАЗ-4230-03 в Бердську